# نافاب ناصر شلال
نافاب ناصر شلال (الفارسية: نواب نصیرشلال، من مواليد 1 أبريل 1989) هو لاعب  رفع أثقال إيراني فاز بميدالية ذهبية في حدث 105 كجم رجال في الألعاب الأولمبية الصيفية 2012. بدأ رفع الأثقال في سن الخامسة عشرة وفاز أيضًا بالميدالية البرونزية في فئة 94 كجم في الخطف في بطولة آسيا لرفع الأثقال 2007، والميدالية الفضية في فئة 94 كجم في الخطف والنطر والبرونزية بشكل عام في بطولة آسيا لرفع الأثقال 2009، والميدالية الذهبية في فئة 105 كجم في بطولة آسيا لرفع الأثقال 2012 (بعد استبعاد أوليكسي توروختي لاحقًا في عام 2019).

## نشأته
وُلد ناصر شلال في الأول من أبريل عام 1989 في الأهواز ونشأ في مسجد سليمان في محافظة خوزستان بإيران. بدأ رفع الأثقال بسبب والده في سن 15، من نادي شركة النفط الوطنية الإيرانية في مدينة مسجد سليمان الغنية بالنفط. اعتبارًا من عام 2012 كان يدرس التربية البدنية في فرع مسجد سليمان بجامعة آزاد الإسلامية وكان يدربه كوروش باقري من المنتخب الإيراني، بطل آسيا مرتين وبطل العالم 2001 في فئة 94 كجم. وهو عضو في نادي شركة ملي حفاري الأهواز الرياضي.

## مسيرته الرياضية
شارك ناصر شلال لأول مرة على المستوى الدولي في بطولة العالم لرفع الأثقال للناشئين عام 2006 في فئة 94 كجم، حيث حقق المركز الخامس. حصل على ميداليتين برونزيتين في نسخة 2007، بالإضافة إلى الميدالية الفضية في بطولة آسيا لرفع الأثقال للناشئين عام 2007. كما تنافس في بطولة آسيا لرفع الأثقال على مستوى الكبار 2007 في ذلك العام، وحصل على الميدالية البرونزية في فئة 94 كجم في الخطف.. فاز بميدالية برونزية أخرى في بطولة العالم للناشئين عام 2008 قبل أن ينتقل بشكل دائم إلى قسم الكبار في عام 2009، حيث حصل على الميدالية الفضية في رفع الأثقال النظيف والنتر بوزن 94 كجم والبرونزية بشكل عام في بطولة آسيا لرفع الأثقال 2009. بعد تخطي موسم 2010 والانتقال إلى فئة 105 كجم، شارك في بطولة العالم لرفع الأثقال 2011، محققًا المركز السادس في الترتيب العام. فاز بأول ميدالية ذهبية دولية له في بطولة آسيا لرفع الأثقال 2012 في فئة الخطف 105 كجم. لكن خطأً فنيًا في النطر جعله خارج المنافسة على أي ميداليات أخرى في هذه البطولة. تم اختياره بعد ذلك للمنافسة في دورة الألعاب الأولمبية الصيفية 2012 في لندن، حيث على الرغم من المنافسة وهو يعاني من آلام في الركبة، فاز بالميدالية الفضية في 105 كجم، خلف أوليكسي توروختي من أوكرانيا، ولكن تم ترقيته لاحقًا إلى مركز الميدالية الذهبية بعد استبعاد توروختي بسبب المنشطات. شارك في نفس الحدث في دورة الألعاب الآسيوية 2014 وبطولة العالم 2015، لكنه فشل في تسجيل أي نقطة في النطر في كلتا الحالتين.